# Luigi Nasca
Luigi Nasca (Bari, 15 novembre 1977) è un arbitro di calcio italiano.

## Carriera
Fa parte della sezione AIA di Bari.

### Anni 2000
Nella stagione 2006-2007 al primo anno in serie C, riceve dalla Lega di Serie C il "Premio Bruno Nardini" come miglior arbitro debuttante in serie C1.
Durante la stagione 2008-2009, al termine del terzo anno di militanza in serie C dirige le quattro finali play-off e play-out di C1 e si aggiudica il premio Nazionale AIA "Riccardo Lattanzi". Sempre durante questa stagione riceve altri due importanti riconoscimenti a livello internazionale essendo, nell'ottobre 2008, designato per una di un torneo internazionale under 19 tra Ungheria e Slovenia, e, nell'agosto 2009, designato per il torneo Internazionale "Manchester United Premium Cup".
Il 1' luglio 2009 è promosso in CAN A-B..

### Anni 2010
Il suo debutto in Serie A è del 16 maggio 2010, e dirige Cagliari-Bologna (terminata 1-1).
Il 3 luglio 2010, con la scissione della C.A.N. A-B in C.A.N. A e C.A.N. B, viene inserito nell'organico della C.A.N. B.
Il 1' luglio 2018 è confermato in deroga al limite di permanenza nel ruolo nell'organico della C.A.N. B.
Il 3 luglio 2019 viene dismesso dalla C.A.N. B per limiti di permanenza nel ruolo.
Al termine della sua carriera vanta 7 presenze in serie A.
Il 13 luglio 2019 viene inserito nel neonato "Gruppo VAR PRO", arbitri ritirati dall'attività di campo che svolgono la funzione di Video Assistant Referee, essenzialmente per le gare di Serie A.

### Anni 2020
Dalla stagione 2021-2022 viene impiegato come VAR anche nel campionato di Serie B.
Il 20 novembre 2021 è VAR in Al Jazira-Al Ain, partita del massimo campionato degli Emirati Arabi, diretta dall'italiano Daniele Doveri insieme agli assistenti arbitrali italiani Matteo Passeri e Alessandro Costanzo.
Nell'ambito di una collaborazione tra l'AIA e la Federazione Cipriota, il 4 settembre 2022 è VAR in Omonia Nicosia-AEK Larnaca, diretta da un arbitro locale, e il giorno seguente è nuovamente VAR in Anorthosis-APOEL Nicosia, diretta dall'italiano Gianluca Manganiello.
Il 1º marzo 2023, nell'ambito di una collaborazione tra l'AIA e la Federazione Cipriota, è VAR in APOEL Nicosia-Omonia Nicosia, diretta dall'arbitro italiano Matteo Marchetti. Il giorno seguente sempre come VAR coadiuva un arbitro locale in NEA Salamina-Apollon Limassol. Entrambe le gare erano valide per i quarti di finale della Coppa nazionale di Cipro.
Il 3 maggio 2023, nell'ambito di una collaborazione tra la Federazione Cipriota e l'AIA, viene designato nel ruolo di VAR per la partita Omonia Nicosia-Paphos, coadiuvando l'arbitro italiano Daniele Chiffi, valida per le semifinali della Coppa Nazionale di Cipro.